# ベアトリクス・フォン・フランツィーン
ベアトリクス・フォン・フランツィーン（Beatrix von Franzien, 938年頃 - 1003年9月23日）、フランス語名はベアトリス・ド・フランス（Beatrice de France）もしくはベアトリス・ド・パリ（Beatrice de Paris）。フランス公ユーグ大公と妃エドヴィジュ・ド・サックスの娘。959年から978年までの、上ロートリンゲン公およびバル伯フリードリヒ1世妃。

## 生い立ち
ネウストリア辺境伯・オルレアン伯・パリ伯（936年よりフランス公の称号を獲得）であったユーグ大公と3人目の妃であるドイツ王ハインリヒ1世の王女エドヴィジュ・ド・サックス（ドイツ語名：ハトヴィヒ・フォン・ザクセン）、神聖ローマ皇帝オットー1世の妹であることを修道僧ラウル・グラベルが年代記にて証明）の第一子で長女に当たる。
ベアトリクスはフランス王ユーグ・カペー とブルゴーニュ公アンリ1世 の実姉であり、内祖父・内祖母は西フランス王ロベール1世とベアトリス・ド・ヴェルマンドワ（ヴェルマンドワ伯エルベール1世の娘）。内祖母ベアトリスを通してイタリア王ベルナルドの玄孫、カール大帝の来孫に当たる。 

## 生涯
ベアトリクスの誕生時、フランス公であった父ユーグはフランスの最有力の貴族であったが、さらに自分の支配領を拡大しアキテーヌ公となった（ユーグは領主とはなったものの、本来ならば戦闘で征服する必要があったが、それができなかった）。さらにユーグは死去する数週間前の956年に何とかブルゴーニュの統治権を手に入れ、ブルゴーニュ公となった。 
951年、ベアトリクスは、ビドガウ伯ヴィゲリックの息子上ロートリンゲン公フリードリヒ1世と婚約した。ヴィゲリックは先祖は不明だが、単純王シャルル3世とともにロートリンゲン宮中伯となり、クネゴンダ伯ともなった人物である。記録家のフロドアルドによると、メッツ司教アダルベロン1世の兄弟であるフリードリヒ1世とベアトリクスの結婚は954年の秋に行われたという。
一方、年代記『ヴェルダンベスの司教を務めしローレンス（Laurentii Gesta Episcoporum Virdunensium invece）』では、2人の息子ディートリヒ1世について記録が残っており、母ベアトリクスはフランス王ユーグ・カペーの実姉として記録されており、父フリードリヒは高貴な上ロートリンゲン公とされている。
最後に『トロワフォンテーヌ司教オーブリーの年代記（Chronica Albrici Monachi Trium Fontium）』においてもロートリンゲンのディートリヒ1世とメッツ司教アダルベロン2世の両親は、マース地方のベアトリクスとフリードリヒ１世であると記されている。
10世紀の中頃、夫フリードリヒは、神聖ローマ皇帝オットー1世よりバル伯の称号を得て、ベアトリクスの持参金であった土地に城を建て、バルの町を中心とした領地を得た。
そして、959年に夫フリードリヒは、ロートリンゲン公国を2領地（上ロートリンゲンと下ロートリンゲン）に分割したケルン大司教ブルーノによって、上ロタリンギアと呼ばれるロートリンゲン公国の南半分に封された。
978年、夫フリードリヒ１世が死去し、ベアトリスは未亡人として残された（『フルデンシス年代記（Annales Necrologiche Fuldenses）』による）。まだ若年であった三男のディートリヒが、母ベアトリクスの庇護下で、父の後を継いでバル伯とロレーヌ公の称号を得たことは、年代記『ヴェルダン司教により続けられし証書（le Gesta Episcoporum,Virdunensium,continuatio）』に間接的に確認されており、本書の中でベアトリクスは「最も高貴な公妃」と記されている。
そのように1点目の理由に983年に神聖ローマ皇帝オットー2世が寄付を行った際、オットー2世は従姉に当たるベアトリクスの名を、甥メッツ司教テオドリック1世と共に記載しており、２点目の理由として984年に神聖ローマ皇帝オットー3世が寄付を行った際、亡夫のフリードリヒ1世と共に記載していることが挙げられる。
上ロタリンギア公国摂政時代のベアトリクスは、国の運営に積極的に参加し、ロートリンゲン公領を巡って争っていた西フランク王ロテールと神聖ローマ皇帝オットー3世の間を取り持ち（985年のヴェルダン攻防戦では実弟ユーグ・カペーと交渉し、負傷してフランス軍の捕虜となっていた息子ディートリヒを解放させた）、公国の運営に尽力した。987年、成年に達した息子ディートリヒは母の政治への影響力を懸念し、ベアトリクスは修道院に幽閉されたが、教皇ヨハネス15世の介入によって解放された。
ベアトリクスは、後に教皇シルウェステル2世となった有名な学者であり聖職者であるオーリヤックのジェルベールと連絡を取り合っていた。
ベアトリクスは1003年9月23日に死去した。

## 子女
ベアトリクスは夫フリードリヒ1世との間に以下3子をもうけている。
- ハインリヒ（978年以前没）
- アダルベロン2世（1005年没） - メッツ大司教[16]
- ディートリヒ1世（962/72年 - 1027年） - 上ロートリンゲン公[17]

## 注意
1. 1 2  （英語） Foundation for Medieval Genealogy : Re di Francia - HUGUES
2. ↑  （ラテン語） Monumenta Germaniae Historica, Scriptores, tomus VII, Rodulfus Glaber Cluniacensis: Historiarum Sui Temporis Libri Quinque : liber I, 4 Qui postmodum Rome imperatores extiterint, Pag 54 Archived 2015年9月26日, at the Wayback Machine.
3. ↑  （ラテン語） Cartulaire de l'Abbaye de Saint-Bertin: Cartolarium Sithiense, LXIX, Pag 136
4. ↑  （ラテン語） Monumenta Germaniae Historica, Scriptores, tomus IX, Historia Francorum Senonensis, Pag 366 Archived 2014年2月21日, at the Wayback Machine.
5. ↑  La contea di Bidgau si estendeva sulle due rive della Mosella e comprendeva la città vescovile di Treviri e le abbazie di San Massimino, di Prüm e di Echternach
6. 1 2  （英語） Foundation for Medieval Genealogy : Re capetingi - BEATRIX
7. ↑  （英語） #ES Foundation for Medieval Genealogy: DUKES of UPPER LOTHARINGIA - FREDERIC
8. ↑  （ラテン語） Monumenta Germaniae Historica, Scriptores, tomus III, Flodoardi Annales, anno 954, Pag 402 Archived 2014年5月19日, at the Wayback Machine.
9. ↑  （ラテン語） Monumenta Germaniae Historica, Scriptores, tomus X, Laurentii Gesta Episcoporum Virdunensium, Pag 492 Archived 2016年3月10日, at the Wayback Machine.
10. ↑  （ラテン語） Monumenta Germaniae Historica, Scriptores, tomus XXIII, Chronica Albrici Monachi Trium Fontium, Pag 767 Archived 2015年10月1日, at the Wayback Machine.
11. ↑  （英語） Foundation for Medieval Genealogy : nobiltà lotaringia- FREDERIC
12. ↑  （ラテン語） Monumenta germanica Historica, tomus XIII; Annales Necrologici Fuldenses, Pag 204 Archived 2015年10月6日, at the Wayback Machine.
13. ↑  （ラテン語） Monumenta Germanica Historica, tomus IV, Gesta Episcoporum Virdunensium, continuatio, par. 5, pag. 47 Archived 2015年9月26日, at the Wayback Machine.
14. ↑  （ラテン語） Monumenta Germaniae Historica, Diplomatum Regum et Imperatorum Romanum, tomus II, Kaiserkunde Otto III n° 2, Pag 396 Archived 2016年3月10日, at the Wayback Machine.
15. 1 2  （英語） Foundation for Medieval Genealogy : nobiltà lotaringia- BEATRIX de France (FREDERIC)
16. ↑  （ラテン語） Monumenta Germaniae Historica, Scriptores, tomus XXIII, Chronica Albrici Monachi Trium Fontium, Pag 772 Archived 2015年9月25日, at the Wayback Machine.
17. ↑  （ラテン語） Monumenta Germaniae Historica, Scriptores, tomus IV, Chronicon S. Michaelis in Pago Virdunensi, Pag 82

### 歴史文学
- ルイ・アルファン著、フランス：最後のカロリング帝国とユーグ・カペー（888-987）の台頭、「中世世界の歴史」、vol.II、1999年、pp. 635〜661

## 関連記事
- フランク人（フランク王国の歴史）
- フランク王のリスト
- カペー朝
- ロレーヌ公国

## その他のプロジェクト
- Wikimedia Commons 上の画像やその他のファイルが含まれる

- ベアトリス・ド・パリ（イタリア語版）